# Punta Halagigie
La Punta Halagigie es el punto más occidental de la isla de Niue en la Polinesia, en el Océano Pacífico Sur. Se encuentra al suroeste de Alofi, la capital administrativa la isla y ubicado entre las dos grandes de la costa occidental: Alofi (al norte) y Avatele (al sur).
- Datos: Q5641018